# Jersey Rockhoppers
Die Jersey Rockhoppers waren eine US-amerikanische Eishockeymannschaft aus West Orange, New Jersey. Das Team spielte in der Saison 2008/09 in der Eastern Professional Hockey League. 

## Geschichte
Die Mannschaft wurde 2008 als Franchise der erstmals ausgetragenen Eastern Professional Hockey League gegründet. In ihrer einzigen Spielzeit belegten die vom US-Amerikaner Brian Gratz trainierten Rockhoppers den zweiten Platz der regulären Saison und gewannen anschließend in den Playoffs den Meistertitel. Nachdem die Liga am Ende der Saison 2008/09 den Spielbetrieb einstellte, taten dies auch die Jersey Rockhoppers. 

## Saisonstatistik
Abkürzungen: GP = Spiele, W = Siege, L = Niederlagen, T = Unentschieden, OTL = Niederlagen nach Overtime SOL = Niederlagen nach Shootout, Pts = Punkte, GF = Erzielte Tore, GA = Gegentore, PIM = Strafminuten
| Saison  | GP | W  | L  | T | OTL | SOL | Pts | GF  | GA  | Platz    | Playoffs |
| 2008/09 | 50 | 32 | 16 | — | 1   | 1   | 66  | 243 | 198 | 2., EPHL | Meister  |

## Team-Rekorde

### Karriererekorde
Spiele: 50  Tom Boudreau,  Drew Sanders
Tore: 37  Tom Boudreau
Assists: 45  Tom Boudreau
Punkte: 82  Tom Boudreau
Strafminuten: 93  Rich Jondo

## Bekannte Spieler
- Ron Duguay